# Leppäkari, Sankt Karins
Leppäkari är en ö i Finland.   Den ligger i kommunen Sankt Karins i den ekonomiska regionen  Åbo ekonomiska region  och landskapet Egentliga Finland, i den södra delen av landet, 140 km väster om huvudstaden Helsingfors.